# MTV Movie Awards 1996
Die Verleihung der MTV Movie Awards des Jahres 1996 fand am 8. Juni 1996 statt. Mit drei Auszeichnungen war Sieben der erfolgreichste Film des Abends.

## Moderator
Durch die Gala führten: Ben Stiller und Janeane Garofalo

## Auszeichnungen

### Bester Film
Sieben (Seven) 
- Apollo 13
- Braveheart
- Clueless – Was sonst? (Clueless)
- Dangerous Minds – Wilde Gedanken (Dangerous Minds)

### Bester Schauspieler
Jim Carrey – Ace Ventura – Jetzt wird’s wild (Ace Ventura: When Nature Calls) 
- Mel Gibson – Braveheart
- Tom Hanks – Apollo 13
- Brad Pitt – 12 Monkeys
- Denzel Washington – Crimson Tide – In tiefster Gefahr (Crimson Tide)

### Beste Schauspielerin
Alicia Silverstone – Clueless – Was sonst? (Clueless) 
- Sandra Bullock – Während Du schliefst (While You Were Sleeping)
- Michelle Pfeiffer – Dangerous Minds – Wilde Gedanken (Dangerous Minds)
- Susan Sarandon – Dead Man Walking – Sein letzter Gang (Dead Man Walking)
- Sharon Stone – Casino

### Begehrtester Schauspieler
Brad Pitt – Sieben (Seven) 
- Antonio Banderas – Desperado
- Mel Gibson – Braveheart
- Val Kilmer – Batman Forever
- Keanu Reeves – Dem Himmel so nah (A Walk in the Clouds)

### Begehrteste Schauspielerin
Alicia Silverstone – Clueless – Was sonst? (Clueless) 
- Sandra Bullock – Während Du schliefst (While You Were Sleeping)
- Nicole Kidman – Batman Forever
- Demi Moore – Striptease
- Michelle Pfeiffer – Dangerous Minds – Wilde Gedanken (Dangerous Minds)

### Bester Newcomer
George Clooney – From Dusk Till Dawn
- Sean Patrick Flanery – Powder
- Natasha Henstridge – Species
- Lela Rochon – Warten auf Mr. Right (Waiting to Exhale)
- Chris Tucker – Friday

### Bestes Filmpaar
Chris Farley & David Spade – Tommy Boy – Durch dick und dünn (Tommy Boy) 
- Tim Allen & Tom Hanks – Toy Story
- Ice Cube & Chris Tucker – Friday
- Morgan Freeman & Brad Pitt – Sieben (Seven)
- Martin Lawrence & Will Smith – Bad Boys – Harte Jungs (Bad Boys)

### Bester Filmschurke
Kevin Spacey – Sieben (Seven) 
- Jim Carrey – Batman Forever
- Tommy Lee Jones – Batman Forever
- Joe Pesci – Casino
- John Travolta – Operation: Broken Arrow (Broken Arrow)

### Bester Filmkomiker
Jim Carrey – Ace Ventura – Jetzt wird’s wild (Ace Ventura: When Nature Calls) 
- Chris Farley – Tommy Boy – Durch dick und dünn (Tommy Boy)
- Adam Sandler – Happy Gilmore
- Alicia Silverstone – Clueless – Was sonst? (Clueless)
- Chris Tucker – Friday

### Bester Filmsong
„Sittin’ Up in My Room“ – Warten auf Mr. Right (Waiting to Exhale) – Brandy
- „Exhale (Shoop Shoop)“ – Warten auf Mr. Right (Waiting to Exhale) – Whitney Houston
- „Gangsta's Paradise“ – Dangerous Minds – Wilde Gedanken (Dangerous Minds) – Coolio
- „Hold Me, Thrill Me, Kiss Me, Kill Me“ – Batman Forever – U2
- „Kiss From a Rose“ – Batman Forever – Seal

### Bester Filmkuss
Matthew Ashford & Natasha Henstridge – Species
- Antonio Banderas & Salma Hayek – Desperado
- Jim Carrey & Sophie Okonedo – Ace Ventura – Jetzt wird’s wild (Ace Ventura: When Nature Calls)
- Dermot Mulroney & Winona Ryder – Ein amerikanischer Quilt (How to Make an American Quilt)
- Keanu Reeves & Aitana Sánchez-Gijón – Dem Himmel so nah (A Walk in the Clouds)

### Beste Action-Sequenz
Bad Boys – Harte Jungs (Bad Boys) 
- Braveheart
- Operation: Broken Arrow (Broken Arrow)
- Stirb langsam: Jetzt erst recht (Die Hard with a Vengeance)

### Bester Kampfszene
Bob Barker vs. Adam Sandler – Happy Gilmore
- Pierce Brosnan vs. Famke Janssen – James Bond 007 – GoldenEye (GoldenEye)
- Jackie Chan vs. Böse Typen – Rumble in the Bronx (紅番區, Hong faan kui)
- Christian Slater vs. John Travolta – Operation: Broken Arrow (Broken Arrow)

### Bestes Sandwich
Käse-Schinken-Sandwich – Smoke
- Truthahn-Club-Sandwich – Four Rooms
- U-Boot-Sandwich mit Tomate und Provolone – James Bond 007 – GoldenEye (GoldenEye)

### Sonstige Awards
- Bester Neuer Filmemacher: Wes Anderson für: Durchgeknallt (Bottle Rocket)
- Lifetime Achievement Award: Godzilla